# Diodo Zener
El diodo Zener es un diodo de silicio fuertemente dopado, diseñado y construido para que funcione en las zonas de ruptura. Recibe ese nombre por su inventor, Clarence Melvin Zener. El diodo Zener es la componente esencial de los reguladores de tensión, manteniendo la tensión casi constante, con independencia de que se presenten grandes variaciones de la tensión de red, de la resistencia de carga y temperatura.
Son mal llamados a veces diodos de avalancha, pues presentan comportamientos similares a estos, pero los mecanismos involucrados son diferentes. Además si el voltaje de la fuente es inferior a la del diodo este no puede hacer su regulación característica.

## Características
Si a un diodo Zener se le aplica una tensión eléctrica positiva del ánodo respecto a negativa en el cátodo  (polarización directa) toma las características de un diodo rectificador básico (la mayoría de casos), pero si se le suministra tensión eléctrica positiva de cátodo a negativa en el ánodo (polarización inversa), el diodo mantendrá una tensión constante. No actúa como rectificador sino como un estabilizador de tensión 

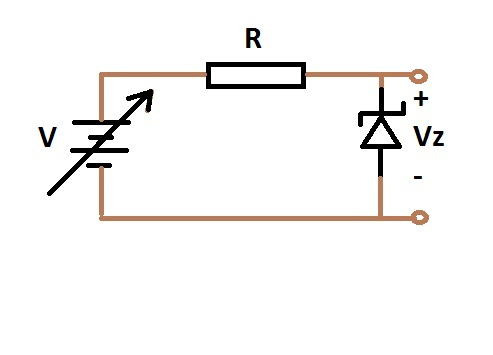
Regulador de tensión utilizando diodo Zener

Variando la tensión V a valores mayores que la tensión de ruptura del Zener, Vz se mantiene constante. 
Su símbolo es como el de un diodo normal pero tiene dos terminales a los lados. Se deberá tener presente que, el diodo Zener al igual que cualquier dispositivo electrónico, tiene limitaciones y una de ellas es la disipación de potencia. Si no se toman en consideración sus parámetros, el componente se quema.

## Operación
Un diodo de estado sólido convencional permite una corriente significativa si está polarizado en inversa por encima de su voltaje de ruptura inversa.

Característica de voltaje-corriente de un diodo Zener con un voltaje de ruptura de 17 voltios. Observe el cambio de escala de voltaje entre la dirección polarizada hacia delante (positiva) y la dirección polarizada hacia atrás (negativa).

Cuando se excede el voltaje de ruptura de polarización inversa, un diodo convencional está sujeto a alta corriente debido a la ruptura de avalancha. A menos que esta corriente esté limitada por la circuitería, el diodo puede dañarse permanentemente debido al sobrecalentamiento.
Un diodo Zener exhibe casi las mismas propiedades, excepto que el dispositivo está especialmente diseñado para tener un voltaje de ruptura reducido, el denominado voltaje Zener. En contraste con el dispositivo convencional, un diodo Zener con polarización inversa exhibe una falla controlada y permite que la corriente mantenga el voltaje a través del diodo Zener cerca del voltaje de ruptura de Zener. 
Por ejemplo, un diodo con una tensión de ruptura Zener de 3.2 V presenta una caída de voltaje de casi 3.2 V en un amplio rango de corrientes inversas. El diodo Zener es por lo tanto ideal para aplicaciones tales como la generación de un voltaje de referencia (por ejemplo, para una etapa de amplificación), o como un estabilizador de voltaje para aplicaciones de baja corriente.
Otro mecanismo que produce un efecto similar es el efecto de avalancha como en el diodo de avalancha.
Los dos tipos de diodos se construyen de hecho de la misma manera y ambos efectos están presentes en los diodos de este tipo. En diodos de silicio de hasta aproximadamente 5,6 voltios, el efecto Zener es el efecto predominante y muestra un marcado coeficiente de temperatura negativo. Por encima de 5,6 voltios, el efecto de avalancha se vuelve predominante y exhibe un coeficiente de temperatura positivo.
En un diodo de 5,6 V, los dos efectos se producen juntos, y sus coeficientes de temperatura casi se cancelan entre sí, por lo tanto, el diodo de 5,6 V es útil en aplicaciones de temperatura crítica. Una alternativa, que se utiliza para las referencias de voltaje que necesitan ser altamente estables durante largos períodos de tiempo, es usar un diodo Zener con un coeficiente de temperatura (CT) de +2 mV/°C (voltaje de falla de 6.2-6.3 V) conectado en serie con un diodo de silicio con polarización directa (o una unión BE de transistor) fabricado en el mismo chip.

Coeficiente de temperatura de la tensión Zener contra voltaje Zener nominal.

El diodo con polarización directa tiene un coeficiente de temperatura de -2 mV/°C, lo que hace que los coeficientes de temperatura se cancelen.
Las técnicas de fabricación modernas han producido dispositivos con tensiones inferiores a 5,6 V con coeficientes de temperatura insignificantes, pero a medida que se encuentran dispositivos de mayor voltaje, el coeficiente de temperatura aumenta drásticamente. Un diodo de 75 V tiene 10 veces el coeficiente de un diodo de 12 V.
Los diodos Zener y de avalancha, independientemente del voltaje de ruptura, se comercializan generalmente bajo el término general de "Diodo Zener".
Por debajo de 5.6 V, donde domina el efecto Zener, la curva voltaje-corriente cercana a la ruptura es mucho más redondeada, lo que requiere un mayor cuidado al enfocar sus condiciones de polarización. La curva voltaje-corriente para Zeners por encima de 5,6 V (que está dominada por Avalancha), es mucho más nítida en el momento de la avería.